# San Rafael del Piñal
San Rafael del Piñal – miasto w Wenezueli, w stanie Táchira.